# 京都市立上賀茂小学校
京都市立上賀茂小学校（きょうとしりつかみがもしょうがっこう）は京都府京都市北区上賀茂烏帽子ケ垣内町1にある公立小学校である。

## 沿革
京都市立上賀茂小学校ホームページより
- 1873年2月 - 愛宕郡上賀茂村、上賀茂小学校開校
- 1887年7月 - 尋常科上賀茂小学校
- 1892年11月 - 上賀茂尋常小学校
- 1894年4月 - 校舎を現在地に移転
- 1920年4月 - 高等科をおく 上賀茂尋常高等小学校
- 1931年4月 - 上賀茂村が京都市に編入、京都府京都市上賀茂尋常高等小学校
- 1941年4月 - 京都市上賀茂国民学校
- 1947年4月 - 京都市立上賀茂小学校
- 1947年5月 - 新制上賀茂中学校併設
- 1949年4月 - 上賀茂中学校分離
- 1979年4月 - 京都市立上賀茂小学校柊野分校開校
- 1980年4月 - 柊野分校が京都市立柊野小学校として開校

## 学区
上賀茂小学校区は、京都市北区上賀茂地区にある小学校の学区。この学区は、加茂川中学校区に属しており、上賀茂小学校に通う児童たちが対象となる。この学区には、上賀茂朝霧ヶ原町、上賀茂畔勝町、上賀茂荒草町、上賀茂池殿町、上賀茂池端町、上賀茂石計町、上賀茂岩ヶ恒内町、上賀茂梅ヶ辻町、上賀茂岡本口町などの町名が含まれている。